# Чемпіонат Європи з легкої атлетики серед юніорів 2021
Чемпіонат Європи з легкої атлетики серед юніорів 2021 був проведений 15-18 липня в Таллінні на стадіоні «Кадріорг».
Рішення про надання Таллінну (вдруге за історію змагань, після аналогічного чемпіонату-2011) права проводити юніорську континентальну першість було прийнято у листопаді 2018 Радою Європейської легкоатлетичної асоціації.

## Призери

### Чоловіки
| Дисципліни                     | Золото | Золото      | Срібло                                                                                       | Срібло      | Бронза                                                                                  | Бронза      |
| ------------------------------ | --- | ----------- | -------------------------------------------------------------------------------------------- | ----------- | --------------------------------------------------------------------------------------- | ----------- |
| 100 метрів                     | Тобі Макояво Велика Британія                                                                                        | 10,25       | Джефф Еріюс Франція                                                                          | 10,27       | Маттео Меллюццо Франція                                                                 | 10,31       |
| 200 метрів                     | Дерек Кінлок Велика Британія                                                                                        | 20,72 PB    | Едуард Кубелик Чехія                                                                         | 20,82 NU20R | Федеріко Гульєльмі Італія                                                               | 20,98 PB    |
| 400 метрів                     | Едвард Фолдс Велика Британія                                                                                        | 45,72       | Лоренцо Бенаті Італія                                                                        | 46,27 PB    | Говард Бентдаль Інгвальдсен Норвегія                                                    | 46,70 PB    |
| 800 метрів                     | Кшиштоф Розницький Польща                                                                                           | 1.47,44     | Кацпер Левальський Польща                                                                    | 1.48,50     | Яніс Мезіан Франція                                                                     | 1.48,56     |
| 1500 метрів                    | Кієн Мак-Філліпс Ірландія                                                                                           | 3.46,55     | Рік ван Ріль Нідерланди                                                                      | 3.46,69     | Генрі Мак-Лакі Велика Британія                                                          | 3.47,15     |
| 3000 метрів                    | Ніколас Гріггс Ірландія                                                                                             | 8.17,18     | Яссін Мохумед Німеччина                                                                      | 8.18,36     | Алекс Меллой Велика Британія                                                            | 8.18,49     |
| 5000 метрів                    | Йоель Іблер Ліллесе Данія                                                                                           | 14.32,93    | Давід Кантеро Іспанія                                                                        | 14.33,55    | Бастіан Мрохен Німеччина                                                                | 14.34,04    |
| 110 метрів з бар'єрами (99 см) | Саша Зоя Франція | 13,05 CR    | Метью Софія Нідерланди                                                                       | 13,26       | Лоренцо Сімонеллі Італія                                                                | 13,34 PB    |
| 400 метрів з бар'єрами         | Берке Акчам Туреччина                                                                                               | 50,70       | Оскар Едлюнд Швеція                                                                          | 51,15       | Домінік Шкор'янц Хорватія                                                               | 51,78       |
| 3000 метрів з перешкодами      | Поль Оріак Іспанія                                                                                                  | 8.41,36     | Аксель Крістенсен Данія                                                                      | 8.42,75     | Чезаре Каяні Італія                                                                     | 8.50,16 PB  |
| 4×100 метрів                   | Велика БританіяДжозеф Гардінг Джерієль Квайну Тобі Макояво Ітан Вілтшир                                             | 39,74       | НідерландиМетью Софія Нсікак Екпо Кейтаро Остервольде Хаві Мо-Аджок                          | 40,07       | ІталіяАнджело Уліссе Філіппо Каппеллетті Федеріко Гульєльмі Маттео Меллюццо             | 40,18       |
| 4×400 метрів                   | Велика БританіяБроуді Янг Семюел Ріардон Чарлі Карвелл Едвард Фоулдс Рубен Генрі-Дейр (забіг) Данієль Джойс (забіг) | 3.05,25     | ІталіяСтефано Грендене Томмазо Бонінті Франческо Пернічі Лоренцо Бенаті Ніл Антонель (забіг) | 3.07,13 SB  | НімеччинаЯн-Лукас Шредер Макс Танк Малік Скупен-Альфа Окаї Чарльз Фрідріх Румпф (забіг) | 3.08,09 SB  |
| Ходьба 10000 метрів            | Пол Мак-Грат Іспанія                                                                                                | 42.32,19 PB | Мерт Каграман Франція                                                                        | 42.37,83 PB | Дмитро Грамачков Допущені нейтральні атлети                                             | 42.39,25 PB |
| Стрибки у висоту               | Йонатан Капітольник Ізраїль                                                                                         | 2,25        | Матеуш Колодзейський Польща                                                                  | 2,23 PB     | Сем Бретон Велика Британія                                                              | 2,17 PB     |
| Стрибки з жердиною             | Антоні Амміраті Франція                                                                                             | 5,64        | Матвій Волков Білорусь                                                                       | 5,44        | Олександр Онуфрієв Україна                                                              | 5,44 PB     |
| Стрибки в довжину              | Олівер Колецко Німеччина                                                                                            | 7,98        | Браян Мюкре Франція                                                                          | 7,93 PB     | Ерван Конате Франція                                                                    | 7,91 PB     |
| Потрійний стрибок              | Габрієль Вальмарк Швеція                                                                                            | 16,39       | Дімітар Ташев Болгарія                                                                       | 16,18w      | Віктор Морозов Естонія                                                                  | 16,14w      |
| Штовхання ядра (6 кг)          | Мухамет Рамадані Косово                                                                                             | 19,92 NU20R | Ілля Місовський Білорусь                                                                     | 19,49       | Клаудіо Штоссель Німеччина                                                              | 19,43 PB    |
| Метання диска (1,75 кг)        | Міколас Алекна Литва                                                                                                | 68,00       | Магнус Циммерманн Німеччина                                                                  | 61,55       | Владислав Пучко Білорусь                                                                | 61,06       |
| Метання молота (6 кг)          | Давід Пілат Польща                                                                                                  | 79,59 NU20R | Мерлін Гуммель Німеччина                                                                     | 79,32 PB    | Жан Батіст Брюссель Франція                                                             | 77,90       |
| Метання списа                  | Артур Фельфнер Україна                                                                                              | 78,41       | Онні Руокангас Фінляндія                                                                     | 73,06 PB    | Ленні Бріссо Франція                                                                    | 72,62       |
| Десятиборство (юніорське)      | Єнте Гауттекете Бельгія                                                                                             | 8150        | Сандер Скотхейм Норвегія                                                                     | 8012 PB     | Тео Бастьян Франція                                                                     | 7722 PB     |

### Юніорки
| Дисципліни                | Золото                                                                               | Золото     | Срібло                                                             | Срібло        | Бронза | Бронза      |
| ------------------------- | ------------------------------------------------------------------------------------ | ---------- | ------------------------------------------------------------------ | ------------- | --- | ----------- |
| 100 метрів                | Расідат Аделеке Ірландія                                                             | 11,34      | Івана Ілич Сербія                                                  | 11,42         | Джой Ез Велика Британія                                                                                                 | 11,44       |
| 200 метрів                | Расідат Аделеке Ірландія                                                             | 22,90      | Мінке Біссхопс Нідерланди                                          | 23,55         | Саксесс Едуан Велика Британія                                                                                           | 23,62 PB    |
| 400 метрів                | Корнелія Лесевич Польща                                                              | 52,46      | Ємі Мері Джон Велика Британія                                      | 53,06 PB      | Вероніка Архіпова Допущені нейтральні атлети                                                                            | 53,41       |
| 800 метрів                | Одрі Верро Швейцарія                                                                 | 2.03,12    | Світлана Жульжик Україна                                           | 2.04,02 PB    | Валентина Розамілья Швейцарія                                                                                           | 2.04,08     |
| 1500 метрів               | Інгеборг Естгорд Норвегія                                                            | 4.19,75    | Марина Мартінес Іспанія                                            | 4.20,35       | Мірея Арнедільйо Іспанія                                                                                                | 4.21,39     |
| 3000 метрів               | Ілона Мононен Фінляндія                                                              | 9.15,56 PB | Софія Тегерсен Данія                                               | 9.16,43       | Іна Галле Геуген Норвегія                                                                                               | 9.16,47     |
| 5000 метрів               | Карла Домінгес Іспанія                                                               | 16.16,57   | Агате Кауне Латвія                                                 | 16.17,56      | Емма Гекель Німеччина                                                                                                   | 16.20,18    |
| 100 метрів з бар'єрами    | Дітаджі Камбунджі Швейцарія                                                          | 13,03      | Вероніка Барч Польща                                               | 13,42 PB      | Маріка Маєвська Польща                                                                                                  | 13,46       |
| 400 метрів з бар'єрами    | Андреа Рот Норвегія                                                                  | 57,16      | Моа Гранат Швеція                                                  | 57,94         | Марта Расмуссен Данія                                                                                                   | 58,30       |
| 3000 метрів з перешкодами | Олівія Гюрт Німеччина                                                                | 9.59,15 PB | Варга Грета Угорщина                                               | 9.59,17       | Севваль Оздоган Туреччина                                                                                               | 10.07,84 PB |
| 4×100 метрів              | Велика БританіяЕлісон Белл Ів Райт Джой Ез Саксесс Едуан Алія Сіббонс (забіг)        | 44,62 SB   | НімеччинаШаєнн Кюн Зіна Каммершмітт Антонія Деллерт Голлі Окуку    | 44,68         | ПольщаДорота Пузіо Моніка Ромашко Марта Зімна Магдалена Немчик                                                          | 44,79       |
| 4×400 метрів              | НімеччинаЛена Леге Лара-Ноель Штайнбрехер Анна Гензе Майя Шорр Лісанн Гельмс (забіг) | 3.35,38    | ІспаніяКармен Авілес Берта Сегура Софія Коскулуелла Люсія Піначчіо | 3.36,10 NU23R | ІталіяАлессандра Єцці Федеріка Пансіні Ангеліка Герго Александра Альмічі Франческа Б'янкі (забіг) Зої Тессароло (забіг) | 3.36,31 SB  |
| Ходьба 10000 метрів       | Юлія Халілова Допущені нейтральні атлети                                             | 46.14,21   | Елішка Мартінкова Чехія                                            | 46.23,74 PB   | Маель Біре-Елюї Франція                                                                                                 | 46.32,94 PB |
| Стрибки у висоту          | Брітт Верманн Нідерланди                                                             | 1,88 NU20R | Наталія Спиридонова Допущені нейтральні атлети                     | 1,86 SB       | Елізабет Піхеля Естонія                                                                                                 | 1,86 PB     |
| Стрибки з жердиною        | Сара Франціска Фогель Німеччина                                                      | 4,30       | Емма Брентель Франція                                              | 4,20          | Ліза Грубер Австрія | 4,15 NU20R  |
| Стрибки в довжину         | Майя Оскаг Швеція                                                                    | 6,80w      | Тессі Ебоселе Іспанія                                              | 6,63 PB       | Мікаель Ассані Німеччина                                                                                                | 6,62        |
| Потрійний стрибок         | Майя Оскаг Швеція                                                                    | 14,05      | Валерія Воловлікова Допущені нейтральні атлети                     | 13,65 PB      | Дар'я Сопова Латвія | 13,62 NU20R |
| Штовхання ядра            | Пінар Акйоль Туреччина                                                               | 16,80      | Аліда ван Дален Нідерланди                                         | 16,56         | Ніна Чіома Ндубуїсі Німеччина                                                                                           | 15,71       |
| Метання диска             | Віолетта Ігнатьєва Допущені нейтральні атлети                                        | 58,65      | Аліда ван Дален Нідерланди                                         | 55,63         | Аліна Нікітенко Білорусь                                                                                                | 55,04       |
| Метання молота            | Сілья Косонен Фінляндія                                                              | 71,06 CR   | Роз Лога Франція                                                   | 67,70         | Маріола Букель Білорусь                                                                                                 | 63,25       |
| Метання списа             | Еліна Дженго Греція                                                                  | 61,18      | Адріана Вілагош Сербія                                             | 60,44         | Анні-Ліннеа Аланен Фінляндія                                                                                            | 54,80       |
| Семиборство               | Сага Ваннінен Фінляндія                                                              | 6271       | Софі Доктер Нідерланди                                             | 5878 PB       | Марі Денінг Німеччина                                                                                                   | 5778 PB     |

## Медальний залік
| Місце                | Країна                     | Золото | Срібло | Бронза | Загалом |
| -------------------- | -------------------------- | ------ | ------ | ------ | ------- |
| 1                    | Велика Британія            | 6      | 1      | 5      | 12      |
| 2                    | Німеччина                  | 4      | 4      | 7      | 15      |
| 3                    | Ірландія                   | 4      | 0      | 0      | 4       |
| 4                    | Іспанія                    | 3      | 4      | 1      | 8       |
| 5                    | Польща                     | 3      | 3      | 2      | 8       |
| 6                    | Швеція                     | 3      | 2      | 0      | 5       |
| 7                    | Фінляндія                  | 3      | 1      | 1      | 5       |
| 8                    | Франція                    | 2      | 4      | 6      | 12      |
| 9                    | Допущені нейтральні атлети | 2      | 2      | 2      | 6       |
| 10                   | Норвегія                   | 2      | 1      | 2      | 5       |
| 11                   | Туреччина                  | 2      | 1      | 1      | 4       |
| 12                   | Швейцарія                  | 2      | 0      | 1      | 3       |
| 13                   | Нідерланди                 | 1      | 7      | 0      | 8       |
| 14                   | Данія                      | 1      | 2      | 1      | 4       |
| 15                   | Україна                    | 1      | 1      | 1      | 3       |
| 16                   | Ізраїль                    | 1      | 0      | 0      | 1       |
| 16                   | Бельгія                    | 1      | 0      | 0      | 1       |
| 16                   | Греція                     | 1      | 0      | 0      | 1       |
| 16                   | Косово                     | 1      | 0      | 0      | 1       |
| 16                   | Литва                      | 1      | 0      | 0      | 1       |
| 21                   | Італія                     | 0      | 2      | 6      | 8       |
| 22                   | Білорусь                   | 0      | 2      | 3      | 5       |
| 23                   | Сербія                     | 0      | 2      | 0      | 2       |
| 23                   | Чехія                      | 0      | 2      | 0      | 2       |
| 25                   | Латвія                     | 0      | 1      | 1      | 2       |
| 26                   | Болгарія                   | 0      | 1      | 0      | 1       |
| 26                   | Угорщина                   | 0      | 1      | 0      | 1       |
| 28                   | Естонія                    | 0      | 0      | 2      | 2       |
| 29                   | Австрія                    | 0      | 0      | 1      | 1       |
| 29                   | Хорватія                   | 0      | 0      | 1      | 1       |
| Загалом (30 збірних) | Загалом (30 збірних)       | 44     | 44     | 44     | 132     |

## Виступ українців
До складу збірної України, яка була заявлена до участі в чемпіонаті, було включено 40 спортсменів.
| Чоловіки (17) | Чоловіки (17)        | Чоловіки (17)  | Чоловіки (17) |
| Місце         | Атлет                | Дисципліна     | Результат     |
| ------------- | -------------------- | -------------- | ------------- |
| 1             | Артур Фельфнер       | спис           | 78,41         |
| 3             | Олександр Онуфрієв   | жердина        | 5,44 PB       |
|               | Роман Петрук         | висота         | 2,15          |
|               | Микита Строгалєв     | жердина        | 5,15 PB       |
|               | Андрій Атаманюк      | 3000 м         | 8.22,95       |
|               | Тарас Корецький      | ходьба 10000 м | 44.12,44      |
|               | Микола Рущак         | ходьба 10000 м | 45.07,05      |
| пф            | Олександр Сосновенко | 100 м          | 10,69         |
| заб           | Ілля Кунін           | 1500 м         | 3.51,92       |
| заб           | Руслан Наумов        | 1500 м         | 4.01,02       |
| заб           | Ростислав Голубович  | 400 м з/б      | 53,65         |
| кв            | Богдан Зміївський    | висота         | 2,05          |
| кв            | Микита Стаднюк       | довжина        | 7,01          |
| кв            | Олександр Айко       | потрійний      | 15,06         |
| кв            | Микита Нарольський   | потрійний      | 14,33         |
| кв            | Андрій Єрещенко      | довжина        | NM            |
| —             | Єгор Шелест          | ходьба 10000 м | DQ            |

| Жінки (23) | Жінки (23)                                                                           | Жінки (23)     | Жінки (23)           |
| Місце      | Атлетка                                                                              | Дисципліна     | Результат            |
| ---------- | ------------------------------------------------------------------------------------ | -------------- | -------------------- |
| 2          | Світлана Жульжик                                                                     | 800 м          | 2.04,02 PB           |
|            | Марія Горєлова                                                                       | довжина        | 6,44                 |
|            | Валерія Шоломіцька                                                                   | ходьба 10000 м | 47.49,98             |
|            | Еріка Лукач                                                                          | спис           | 51,61 (52,60)[a]     |
|            | Анна Костенко                                                                        | потрійний      | 13,07 (13,16)[a]     |
|            | Анна Орлова Світлана Жульжик Надія Стецюк Тетяна Харащук Наталія Бесідовська (забіг) | 4×400 м        | 3.40,04 (3.39,61)[a] |
|            | Валерія Мухоброд                                                                     | семиборство    | 5419                 |
|            | Анісія Лочман                                                                        | семиборство    | 5272                 |
|            | Юлія Луцька                                                                          | ходьба 10000 м | 51.31,30             |
|            | Софія Криловецька                                                                    | ходьба 10000 м | 55.41,37             |
| пф         | Тетяна Харащук                                                                       | 400 м          | 54,78                |
| заб        | Яніна Юрченко                                                                        | 100 м          | 12,81                |
| заб        | Анна Орлова                                                                          | 400 м          | 55,57                |
| заб        | Надія Стецюк                                                                         | 400 м          | 55,59                |
| заб        | Кристина Юрчук                                                                       | 100 м з/б      | 14,21                |
| кв         | Вероніка Крамаренко                                                                  | висота         | 1,74                 |
| кв         | Марія Алєйнікова                                                                     | висота         | 1,74                 |
| кв         | Альона Часс                                                                          | потрійний      | 12,79                |
| кв         | Олександра Чернуха                                                                   | потрійний      | 12,11                |
| кв         | Софія Ромасюк                                                                        | ядро           | 14,00                |
| кв         | Марія Ларіна                                                                         | ядро           | 13,68                |
| кв         | Валентина Косів                                                                      | молот          | 53,51                |
| кв         | Юлія Шатохіна                                                                        | молот          | 53,13                |

a  У дужках вказаний більш високий результат, що був показаний на попередній стадії чемпіоната (у забігу чи кваліфікації).